# Pterogenia tristis
Pterogenia tristis är en tvåvingeart som beskrevs av Mario Bezzi 1916. Pterogenia tristis ingår i släktet Pterogenia och familjen bredmunsflugor. Inga underarter finns listade i Catalogue of Life.